# GAM-63 Rascal
GAM-63 Rascal – amerykański, naddźwiękowy pocisk rakietowy, klasy powietrze-ziemia, uzbrojony w głowicę atomową, przenoszony przez bombowce B-47 Stratojet.

## Historia

### Geneza
Jeszcze w trakcie trwania II wojny światowej amerykańskie wojsko przeprowadziło próby z niemieckimi rakietami V1. Próby wypadły na tyle pomyślnie, że 16 lipca 1945 roku USAAF przygotowało wymagania na tego typu pocisk dla własnych sił zbrojnych. Po zakończeniu wojny, w obliczu ryzyka nowej konfrontacji z ZSRR przyspieszono prace nad tego typu rakietami. 1 kwietnia 1946 roku podpisano kontrakt z firmą Bell Aircraft Corporation na opracowanie poddźwiękowego pocisku rakietowego, z firmą McDonnell Aircraft na konstrukcję pocisku naddźwiękowego i z firmą Goodyear na konstrukcję obydwu typów rakiet. W maju 1947 roku dokonano oceny wstępnej prac i okazało się, że projekt firmy Bell rokuje największe szanse powodzenia i istnieje możliwość przygotowania na bazie projektu konstrukcji osiągającej prędkość naddźwiękową.

### Budowa
W pierwszej kolejności konstruktorzy firmy Bell zbudowali zmniejszoną odmianę projektowanego pocisku, nazwaną Bell X-9 Shrike. Była to konstrukcja służąca przebadaniu zakładanej konfiguracji aerodynamicznej i układu kierowania. Latem 1952 roku rozpoczęła się budowa prototypu pełnoskalowej wersji pocisku nazwanej GAM-63 Rascal. 30 września 1952 roku przeprowadzono pierwszy lot próbny z użyciem napędu rakiety po zrzucie z bombowca B-29. Próby trwały do 1955 roku. Rascal napędzany był silnikiem firmy Bell z trzema komorami spalania każda o ciągu 17,78 kN. Silnik pracował na ciekłym paliwie alkoholu i kwasie azotowym. Paliwo było tankowane do pocisku tuż przed jego startem.

## Uzbrojenie
Pocisk uzbrojony był w głowicę atomową W-27 a przenoszony przez samoloty B-47 Stratojet. Radiowy system naprowadzania pocisku zapewniał dokładność trafienia rzędu 1 km.

## Służba
Rascal był gotów do użycia przez B-47 dopiero 1 listopada 1957 roku. Pierwszym dywizjonem bombowym uzbrojonym w pociski był 445 Bomber Squadron bazujący w Pine Castle. Jednostka ta odpaliła pierwszego GAM-63 17 lutego 1958 roku jednak już 29 listopada 1959 roku podjęto decyzje o całkowitym wycofaniu Rascala.